# Крадихіно (присілок)
Кради́хіно (рос. Крадихино) — присілок у складі Кічменгсько-Городецького району Вологодської області, Росія. Входить до складу Єнангського сільського поселення.

## Населення
Населення — 28 осіб (2010; 39 у 2002).
Національний склад (станом на 2002 рік):
- росіяни — 100 %